# سيباستيان شاردوني
سيباستيان شاردوني (بالفرنسية: Sébastien Chardonnet)‏ مواليد 17 أكتوبر 1988، هو سائق راليات فرنسي. بدأ مسيرته في سنة 2012. كان أول رالي له هو رالي مونت كارلو 2012. تسابق في بطولة العالم للراليات.

## روابط خارجية
- سيباستيان شاردوني على موقع eWRC-results.com (الإنجليزية)